# 丹尼爾·克勞利
丹尼爾·「丹」·克勞利（英語：Daniel "Dan" Crowley，1998年8月3日—），是一名英格蘭足球運動員，司職中場，现效力英甲球會莫克姆。

## 球會生涯

### 阿士東維拉
克勞利出生英格蘭高雲地利，加入阿士東維拉的青年軍學習踢足球。
在青年軍時，克勞利於12歲時便為球隊U16上陣，而在15歲時則為U18上陣。於16歲時，他跟隨阿士東維拉U19贏得錦標賽的冠軍，於決賽對陣車路士青年軍時亦有上陣。在維拉時，克勞利的傳送能力獲得青年軍的專家讚賞，而他的球風亦時常與阿仙奴的韋舒亞作比較。

### 阿仙奴
2013年夏天，15歲的克勞利由阿士東維拉轉會至阿仙奴，待2014年他17歲時才簽下職業合同。經過在阿仙奴U18及U21兩季出色的表現，克勞利被領隊雲加帶住新加坡，參加2015年英超亞洲盃。

#### 外借
2015年7月31日，克勞利被外借至英甲球會班士利，直至2016年1月3日。他於對陣車士打菲特的聯賽中首次上陣，可是球隊以3-1落敗。8月26日，他在英格蘭聯賽盃對陣愛華頓的賽事中射入一球，可是愛華頓在加時反勝班士利5-3。同年10月30日，克勞利被召回到阿仙奴，提早終結外借合約。曾是阿仙奴青年軍的班士利領隊李·約翰遜對提早召回克勞利表示失望，並認為他是他所見的最具天份的18歲球員。
2016年7月1日，他被外借到牛津联至球季結束。8月23日，他打進在牛津聯的首顆進球，以4-2擊敗布莱顿晉級英格蘭聯賽盃下一輪。10月18日打進在牛津聯首顆聯賽進球，使球隊以2-1擊敗考文垂。2016年12月，他回到母會，提前半年結束牛津的外借，期間在各項聯賽上場11次及打進3球。
2017年1月10日，克勞利被外借到荷甲球會前進伊高斯至季末，3天後對AZ的比賽首次上場，以3-1落敗。2月26日主場對維迪斯打進在荷蘭首顆進球，但最終仍以3-1戰敗。外借期間共上場16次，但只有一次是先發上場，而球隊最終亦護級失敗。

### 威廉二世
2017年7月17日，克勞利離開阿仙奴，轉會至荷甲球會威廉二世並簽約三年。他在球季揭幕日對精英隊首次上場並踢了69分鐘，之後的兩場賽事亦先發上場。由於主教練埃尔温·范德洛伊對隊形作出改變及對克勞利作出懲罰，接著的賽事他均被棄用。他對球季上半季結果感到失望，至2018年1月只有240分鐘上場時間，因此他同意大幅減薪外借出去，以獲得更多上場時間。

#### SC甘堡爾
2018年1月30日，他被外借到荷乙球會SC甘堡爾至球季結束，甘堡爾球練希望克勞利能提供球隊所缺乏的創造力。在對MVV馬斯特里赫特比賽中，他在68分鐘換入上場，並在下一場賽事先發上場。對阿梅爾城的比賽，克勞利助攻贾斯丁·马蒂厄打進致勝球，使他當選為全場最佳球員，而下一場賽事對NEC奈梅亨亦交出一助攻。3月30日對禾寧丹的比賽，他打進在甘堡爾首顆進球。在晉級附加賽對多德勒支第一回合亦打進一球及交出一助攻，次回合亦同樣有助攻。由於兩回合結果均為4-1，需要以點球大戰分最終勝負，而克勞利主射點球時射失，令甘堡爾無緣進入下一輪晉級附加賽。外借期間他在各項賽事上場17次及打進4球。

#### 回到威廉二世
2018/19球季初,他回到威廉二世後重返先發陣容。2018年8月17日，他打進在威廉二世首顆進球，使球隊以1-0擊敗格羅寧根。9月22日以4-4戰平幸運薛達一役，他助攻球隊第三球及打進第四球。2018/19年荷蘭盃，他助球隊打進決賽，可是決賽是對強敵阿贾克斯，克勞利在62分鐘才上場，最終以4-0大敗。整個他在各項賽事上場40次及打進7球。

### 伯明翰城
2019年7月，克勞利重返英格蘭球壇，加盟英冠球會伯明翰，簽約兩年另附一年選擇權，轉會費據報導約70萬鎊，另按條款增加。8月3日球季揭幕日他便首次代表伯明翰上場對布伦特福德，最終以1-0小勝。

## 國家隊生涯
由於克勞利祖父母是沃特福德和科克人，使他能選擇代表英格蘭或愛爾蘭出戰國際賽事。
2011年10月，他代表英格蘭U16出戰對北愛爾蘭賽事。三個月後，他被愛爾蘭U16徵召參加對葡萄牙U16的賽事，這使他該球季代表兩國U16上場。
2012年8月，年僅15歲的克勞利被徵召上英格蘭U17，參加對意大利U17的賽事。2013年2月，愛爾蘭足球協會宣佈克勞利會愛爾蘭國家隊效忠，參並加愛爾蘭U17對克羅地亞的比賽。然而3月他卻接受英格蘭U17邀請參加2013年歐洲U-17足球錦標賽資格賽，這亦是克勞利首次參加競爭性國際賽。
2015年9月，愛爾蘭時報報導克勞利將會宣佈效忠愛爾蘭國家隊，而教練馬田·奧尼爾亦確認曾與克勞利父親談過此問題。然而10月初，克勞利卻接受英格蘭U19徵召參加2016年欧洲U-19足球锦标赛資7賽以及另外兩場友誼賽，並在5-1大勝日本賽事中打入首顆國家隊進球。
2019年2月，克勞利表示已把國家隊轉隊文件遞交上FIFA。